# Dolios
Dans la mythologie grecque, Dolios (en grec ancien : Δολίος / Dolíos) est un personnage de l’Odyssée. Il s'agit d'un serviteur de Pénélope que son père, Icarios, mis à son service lors de son arrivée à Ithaque. Il apparaît dans l’Odyssée au Livre IV où Pénélope va le faire chercher dans un verger où il soigne les arbres pour que ce dernier aille prévenir Laërte du complot que trame les prétendants ; ces derniers voulant tendre une embuscade à Télémaque et le tuer. Il fait son retour au Chant XXIV où rentrant des champs avec ses fils il retrouve Ulysse et célèbre son retour.

## Honneur
L'astéroïde troyen de Jupiter (10989) Dolios porte son nom.

## Source
- Homère, Odyssée [détail des éditions] [lire en ligne], IV ; XXIV.